# Бразильсько-тринідадські відносини
Бразильсько-тринідадські відносини — двосторонні дипломатичні відносини між Бразилією та Тринідадом і Тобаго .

## Історія
У 1942 відкрито віце-консульство Бразилії в Порт-оф-Спейні, що стало першим кроком у відносинах між країнами.
У 1965 засновано посольство Бразилії в Порт-оф-Спейні та встановлені офіційні дипломатичні відносини.
У 2008 прем'єр-міністр Тринідаду і Тобаго Патрік Маннінг відвідав з офіційним візитом Бразилію, де підписав 4 угоди, включаючи угоду з енергетики.
У 2009 президент Бразилії Луїс Інасіу Лула да Сілва і міністр зовнішніх зв'язків Селсу Аморім відвідали Тринідад і Тобаго для участі в Саміті Америк. Протягом останнього десятиліття вищі посадові особи Тринідаду та Тобаго та Бразилії продовжували здійснювати державні візити, що сприяє покращенню відносин.

## Торгівля
У 2017 році Тринідад і Тобаго імпортував товарів до Бразилії на суму 205 мільйонів доларів США.
У 2012 обсяг товарообігу між країнами становив суму 1 млрд. доларів США. Основними статтями експорту є нафтопродукти та нафта. Тринідад і Тобаго відправив техніків до Бразилії для навчання виробництву продуктів харчування.

## Дипломатичні представництва
Бразилія має посольство в Порт-оф-Спейні, а Тринідад і Тобаго містить посольство в Бразиліа.